# Somebody to Love
Somebody to Love is een muziekstuk geschreven door Freddie Mercury, zanger van de rockgroep Queen. Het stond oorspronkelijk op het in 1976 uitgebrachte album A Day at the Races en kwam in hetzelfde jaar uit als single.

## Lied
Net zoals Bohemian Rhapsody, dat in 1975 was verschenen, heeft dit nummer verschillende vocale lagen. Bandleden Freddie Mercury, Roger Taylor en Brian May namen hun zangpartijen meermalen op om zo de indruk van een 100-koppig gospelkoor te wekken.

## Originele versie
De originele versie was de eerste single van het album A Day at the Races en is terug te vinden op het verzamelalbum Greatest Hits. De single was een nummer 1-hit in Nederland en een top 10-hit in het Verenigd Koninkrijk (#2), Canada (#5) en Ierland (#6).

## Versie met George Michael
Na het overlijden van Freddie Mercury vond op 20 april 1992 het Freddie Mercury Tribute Concert plaats. Op dit concert brachten verschillende artiesten een nummer van Queen ten gehore, daarbij begeleid door de drie overgebleven bandleden. De uitvoering van Somebody to Love door George Michael werd door critici gezien als een van de beste optredens van de avond. Een jaar na het concert kwam een ep uit, getiteld Five Live, met onder meer dit nummer. In Nederland werd naast deze ep Somebody to Love ook als single uitgebracht en werd een gigantische hit. De single bereikte de 5e positie in de Nederlandse Top 40 en de 6e positie in de destijds nieuwe publieke hitlijst op Radio 3, de Mega Top 50. Het nummer is terug te vinden op de verzamelalbums Greatest Hits III (van Queen) en Ladies & Gentlemen: The Best of George Michael.

## Hitnoteringen

### Hitnotering Queen

#### Nederlandse Top 40
| Somebody to Love in de Nederlandse Top 40 - binnen: 27-11-1976 | Somebody to Love in de Nederlandse Top 40 - binnen: 27-11-1976 | Somebody to Love in de Nederlandse Top 40 - binnen: 27-11-1976 | Somebody to Love in de Nederlandse Top 40 - binnen: 27-11-1976 | Somebody to Love in de Nederlandse Top 40 - binnen: 27-11-1976 | Somebody to Love in de Nederlandse Top 40 - binnen: 27-11-1976 | Somebody to Love in de Nederlandse Top 40 - binnen: 27-11-1976 | Somebody to Love in de Nederlandse Top 40 - binnen: 27-11-1976 | Somebody to Love in de Nederlandse Top 40 - binnen: 27-11-1976 | Somebody to Love in de Nederlandse Top 40 - binnen: 27-11-1976 | Somebody to Love in de Nederlandse Top 40 - binnen: 27-11-1976 | Somebody to Love in de Nederlandse Top 40 - binnen: 27-11-1976 | Somebody to Love in de Nederlandse Top 40 - binnen: 27-11-1976 | Somebody to Love in de Nederlandse Top 40 - binnen: 27-11-1976 | Somebody to Love in de Nederlandse Top 40 - binnen: 27-11-1976 |
| Week                                                           | 1                                                              | 2                                                              | 3                                                              | 4                                                              | 5                                                              | 6                                                              | 7                                                              | 8                                                              | 9                                                              | 10                                                             | 11                                                             | 12                                                             | 13                                                             |                                                                |
| -------------------------------------------------------------- | -------------------------------------------------------------- | -------------------------------------------------------------- | -------------------------------------------------------------- | -------------------------------------------------------------- | -------------------------------------------------------------- | -------------------------------------------------------------- | -------------------------------------------------------------- | -------------------------------------------------------------- | -------------------------------------------------------------- | -------------------------------------------------------------- | -------------------------------------------------------------- | -------------------------------------------------------------- | -------------------------------------------------------------- | -------------------------------------------------------------- |
| Nummer                                                         | 21                                                             | 12                                                             | 8                                                              | 7                                                              | 4                                                              | 4                                                              | 1                                                              | 1                                                              | 1                                                              | 3                                                              | 8                                                              | 18                                                             | 36                                                             | uit                                                            |

#### Nationale Hitparade
| Somebody to Love in de Nationale Hitparade - binnen: 4 december 1976 | Somebody to Love in de Nationale Hitparade - binnen: 4 december 1976 | Somebody to Love in de Nationale Hitparade - binnen: 4 december 1976 | Somebody to Love in de Nationale Hitparade - binnen: 4 december 1976 | Somebody to Love in de Nationale Hitparade - binnen: 4 december 1976 | Somebody to Love in de Nationale Hitparade - binnen: 4 december 1976 | Somebody to Love in de Nationale Hitparade - binnen: 4 december 1976 | Somebody to Love in de Nationale Hitparade - binnen: 4 december 1976 | Somebody to Love in de Nationale Hitparade - binnen: 4 december 1976 | Somebody to Love in de Nationale Hitparade - binnen: 4 december 1976 | Somebody to Love in de Nationale Hitparade - binnen: 4 december 1976 | Somebody to Love in de Nationale Hitparade - binnen: 4 december 1976 | Somebody to Love in de Nationale Hitparade - binnen: 4 december 1976 |
| Week                                                                 | 1                                                                    | 2                                                                    | 3                                                                    | 4                                                                    | 5                                                                    | 6                                                                    | 7                                                                    | 8                                                                    | 9                                                                    | 10                                                                   | 11                                                                   |                                                                      |
| -------------------------------------------------------------------- | -------------------------------------------------------------------- | -------------------------------------------------------------------- | -------------------------------------------------------------------- | -------------------------------------------------------------------- | -------------------------------------------------------------------- | -------------------------------------------------------------------- | -------------------------------------------------------------------- | -------------------------------------------------------------------- | -------------------------------------------------------------------- | -------------------------------------------------------------------- | -------------------------------------------------------------------- | -------------------------------------------------------------------- |
| Nummer                                                               | 13                                                                   | 6                                                                    | 4                                                                    | 2                                                                    | 3                                                                    | 1                                                                    | 1                                                                    | 1                                                                    | 3                                                                    | 5                                                                    | 14                                                                   | uit                                                                  |

#### NPO Radio 2 Top 2000
| Nummer met noteringen in de NPO Radio 2 Top 2000 | '99 | '00 | '01 | '02 | '03 | '04 | '05 | '06 | '07 | '08 | '09 | '10 | '11 | '12 | '13 | '14 | '15 | '16 | '17 | '18 | '19 | '20 | '21 | '22 | '23 | '24 |
| ------------------------------------------------ | --- | --- | --- | --- | --- | --- | --- | --- | --- | --- | --- | --- | --- | --- | --- | --- | --- | --- | --- | --- | --- | --- | --- | --- | --- | --- |
| Somebody to Love                                 | 82  | 65  | 88  | 74  | 104 | 119 | 126 | 129 | 150 | 122 | 134 | 116 | 104 | 87  | 91  | 81  | 65  | 58  | 66  | 33  | 42  | 70  | 81  | 81  | 87  | 232 |

1. ↑  Een vetgedrukt getal geeft de hoogste notering aan.

### Hitnotering Queen & George Michael

#### Nederlandse Top 40
| Somebody to Love in de Nederlandse Top 40 - binnen: 01-05-1993 | Somebody to Love in de Nederlandse Top 40 - binnen: 01-05-1993 | Somebody to Love in de Nederlandse Top 40 - binnen: 01-05-1993 | Somebody to Love in de Nederlandse Top 40 - binnen: 01-05-1993 | Somebody to Love in de Nederlandse Top 40 - binnen: 01-05-1993 | Somebody to Love in de Nederlandse Top 40 - binnen: 01-05-1993 | Somebody to Love in de Nederlandse Top 40 - binnen: 01-05-1993 | Somebody to Love in de Nederlandse Top 40 - binnen: 01-05-1993 | Somebody to Love in de Nederlandse Top 40 - binnen: 01-05-1993 | Somebody to Love in de Nederlandse Top 40 - binnen: 01-05-1993 | Somebody to Love in de Nederlandse Top 40 - binnen: 01-05-1993 | Somebody to Love in de Nederlandse Top 40 - binnen: 01-05-1993 |
| Week                                                           | 1                                                              | 2                                                              | 3                                                              | 4                                                              | 5                                                              | 6                                                              | 7                                                              | 8                                                              | 9                                                              | 10                                                             |                                                                |
| -------------------------------------------------------------- | -------------------------------------------------------------- | -------------------------------------------------------------- | -------------------------------------------------------------- | -------------------------------------------------------------- | -------------------------------------------------------------- | -------------------------------------------------------------- | -------------------------------------------------------------- | -------------------------------------------------------------- | -------------------------------------------------------------- | -------------------------------------------------------------- | -------------------------------------------------------------- |
| Nummer                                                         | 19                                                             | 8                                                              | 6                                                              | 6                                                              | 5                                                              | 6                                                              | 9                                                              | 14                                                             | 22                                                             | 37                                                             | uit                                                            |

#### Mega Top 50
| Somebody to Love in de Mega Top 50 - binnen: 08-05-1993 | Somebody to Love in de Mega Top 50 - binnen: 08-05-1993 | Somebody to Love in de Mega Top 50 - binnen: 08-05-1993 | Somebody to Love in de Mega Top 50 - binnen: 08-05-1993 | Somebody to Love in de Mega Top 50 - binnen: 08-05-1993 | Somebody to Love in de Mega Top 50 - binnen: 08-05-1993 | Somebody to Love in de Mega Top 50 - binnen: 08-05-1993 | Somebody to Love in de Mega Top 50 - binnen: 08-05-1993 | Somebody to Love in de Mega Top 50 - binnen: 08-05-1993 | Somebody to Love in de Mega Top 50 - binnen: 08-05-1993 | Somebody to Love in de Mega Top 50 - binnen: 08-05-1993 | Somebody to Love in de Mega Top 50 - binnen: 08-05-1993 | Somebody to Love in de Mega Top 50 - binnen: 08-05-1993 |
| Week                                                    | 1                                                       | 2                                                       | 3                                                       | 4                                                       | 5                                                       | 6                                                       | 7                                                       | 8                                                       | 9                                                       | 10                                                      | 11                                                      |                                                         |
| ------------------------------------------------------- | ------------------------------------------------------- | ------------------------------------------------------- | ------------------------------------------------------- | ------------------------------------------------------- | ------------------------------------------------------- | ------------------------------------------------------- | ------------------------------------------------------- | ------------------------------------------------------- | ------------------------------------------------------- | ------------------------------------------------------- | ------------------------------------------------------- | ------------------------------------------------------- |
| Nummer                                                  | 20                                                      | 9                                                       | 6                                                       | 7                                                       | 11                                                      | 12                                                      | 20                                                      | 24                                                      | 27                                                      | 33                                                      | 46                                                      | uit                                                     |

#### NPO Radio 2 Top 2000
| Nummer met noteringen in de NPO Radio 2 Top 2000 | '11 | '12 | '13 | '14 | '15 | '16  | '17 | '18 | '19 | '20 | '21 | '22 | '23 | '24 |
| ------------------------------------------------ | --- | --- | --- | --- | --- | ---- | --- | --- | --- | --- | --- | --- | --- | --- |
| Somebody to Love                                 | 575 | 847 | 838 | 941 | 517 | 1054 | 135 | 68  | 79  | 60  | 78  | 54  | 47  | 65  |

1. ↑  Een vetgedrukt getal geeft de hoogste notering aan.
2. ↑  2011 was het eerste jaar met een notering voor dit nummer.

### Evergreen Top 1000
| Evergreen Top 1000 "Somebody to love" | Evergreen Top 1000 "Somebody to love" | Evergreen Top 1000 "Somebody to love" | Evergreen Top 1000 "Somebody to love" | Evergreen Top 1000 "Somebody to love" | Evergreen Top 1000 "Somebody to love" | Evergreen Top 1000 "Somebody to love" | Evergreen Top 1000 "Somebody to love" | Evergreen Top 1000 "Somebody to love" | Evergreen Top 1000 "Somebody to love" | Evergreen Top 1000 "Somebody to love" | Evergreen Top 1000 "Somebody to love" | Evergreen Top 1000 "Somebody to love" | Evergreen Top 1000 "Somebody to love" | Evergreen Top 1000 "Somebody to love" | Evergreen Top 1000 "Somebody to love" | Evergreen Top 1000 "Somebody to love" |
| Jaar                                  | 2008                                  | 2009                                  | 2010                                  | 2011                                  | 2012                                  | 2013                                  | 2014                                  | 2015                                  | 2016                                  | 2017                                  | 2018                                  | 2019                                  | 2020                                  | 2021                                  | 2022                                  | 2023                                  |
| ------------------------------------- | ------------------------------------- | ------------------------------------- | ------------------------------------- | ------------------------------------- | ------------------------------------- | ------------------------------------- | ------------------------------------- | ------------------------------------- | ------------------------------------- | ------------------------------------- | ------------------------------------- | ------------------------------------- | ------------------------------------- | ------------------------------------- | ------------------------------------- | ------------------------------------- |
| Positie                               | -                                     | -                                     | -                                     | -                                     | -                                     | -                                     | -                                     | -                                     | -                                     | 407                                   | 78                                    | 246                                   | 176                                   | 185                                   | 141                                   | 218                                   |

| Evergreen Top 1000 "Somebody to love - Queen & George Michael" | Evergreen Top 1000 "Somebody to love - Queen & George Michael" | Evergreen Top 1000 "Somebody to love - Queen & George Michael" | Evergreen Top 1000 "Somebody to love - Queen & George Michael" | Evergreen Top 1000 "Somebody to love - Queen & George Michael" | Evergreen Top 1000 "Somebody to love - Queen & George Michael" | Evergreen Top 1000 "Somebody to love - Queen & George Michael" | Evergreen Top 1000 "Somebody to love - Queen & George Michael" | Evergreen Top 1000 "Somebody to love - Queen & George Michael" | Evergreen Top 1000 "Somebody to love - Queen & George Michael" | Evergreen Top 1000 "Somebody to love - Queen & George Michael" | Evergreen Top 1000 "Somebody to love - Queen & George Michael" | Evergreen Top 1000 "Somebody to love - Queen & George Michael" | Evergreen Top 1000 "Somebody to love - Queen & George Michael" | Evergreen Top 1000 "Somebody to love - Queen & George Michael" | Evergreen Top 1000 "Somebody to love - Queen & George Michael" | Evergreen Top 1000 "Somebody to love - Queen & George Michael" |
| Jaar                                                           | 2008                                                           | 2009                                                           | 2010                                                           | 2011                                                           | 2012                                                           | 2013                                                           | 2014                                                           | 2015                                                           | 2016                                                           | 2017                                                           | 2018                                                           | 2019                                                           | 2020                                                           | 2021                                                           | 2022                                                           | 2023                                                           |
| -------------------------------------------------------------- | -------------------------------------------------------------- | -------------------------------------------------------------- | -------------------------------------------------------------- | -------------------------------------------------------------- | -------------------------------------------------------------- | -------------------------------------------------------------- | -------------------------------------------------------------- | -------------------------------------------------------------- | -------------------------------------------------------------- | -------------------------------------------------------------- | -------------------------------------------------------------- | -------------------------------------------------------------- | -------------------------------------------------------------- | -------------------------------------------------------------- | -------------------------------------------------------------- | -------------------------------------------------------------- |
| Positie                                                        | -                                                              | -                                                              | -                                                              | -                                                              | -                                                              | -                                                              | -                                                              | -                                                              | -                                                              | 864                                                            | 271                                                            | 289                                                            | 501                                                            | 395                                                            | 223                                                            | 183                                                            |